# 豸绣重光坊
豸绣重光坊位于安徽省黄山市歙县县城徽城镇大北街朱家巷口，2006年6月7日公布为歙县文物保护单位。
豸绣重光坊是大北街的两座牌坊之一，系明崇祯年间所建忠节坊，高9米，题书“豸绣重光”、“龙章再锡”、“贈文林郎山西道監察御史江應曉、庚戌進士山西道監察御史江秉謙”字样，为受魏忠贤迫害的江应晓、江秉谦父子冤案得到平反昭雪、恢复名誉而立。父亲江应晓为涪州州判；儿子江秉谦为万历三十八年（1610）进士、鄞县知县、山西道监察御史，天启初，沈阳失陷，江秉谦力颂熊廷弼保守边疆之功，又上疏批评客氏，被魏忠贤免官回家，忧愤而死。崇祯初年平反复职，并崇祀乡贤祠。《明史》中为江秉谦立传。

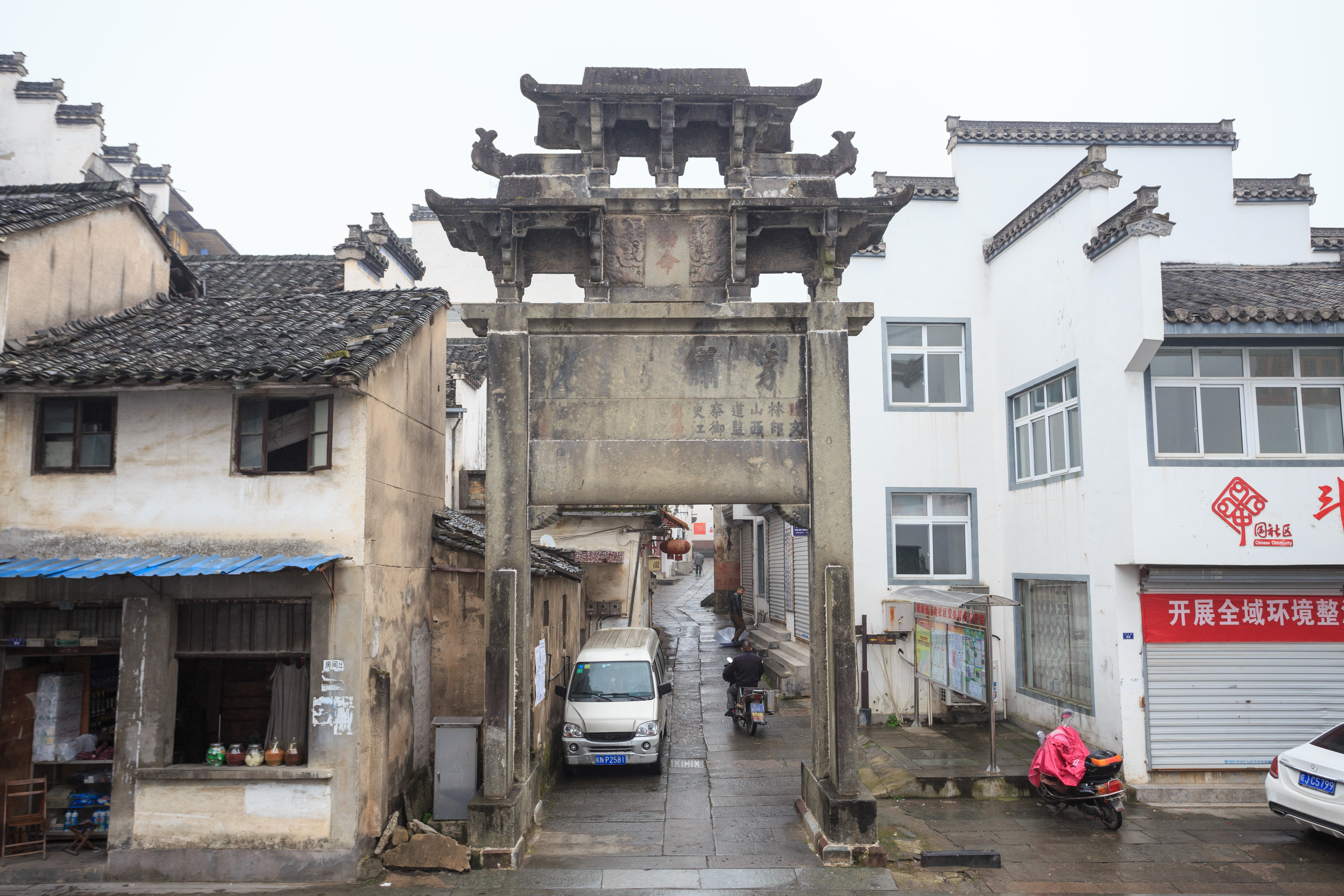
“豸绣重光”坊正面觀
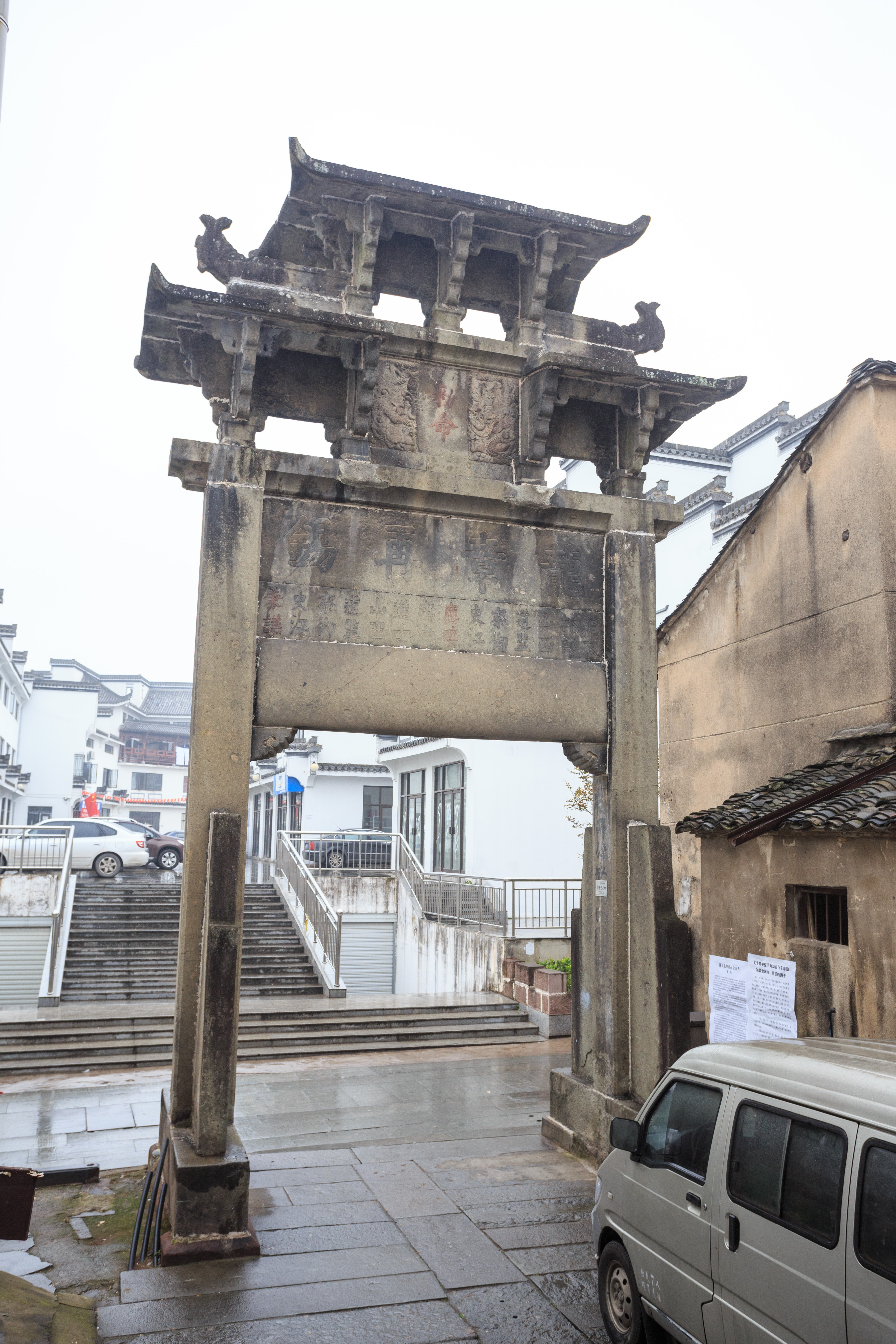
“豸绣重光”坊背面觀
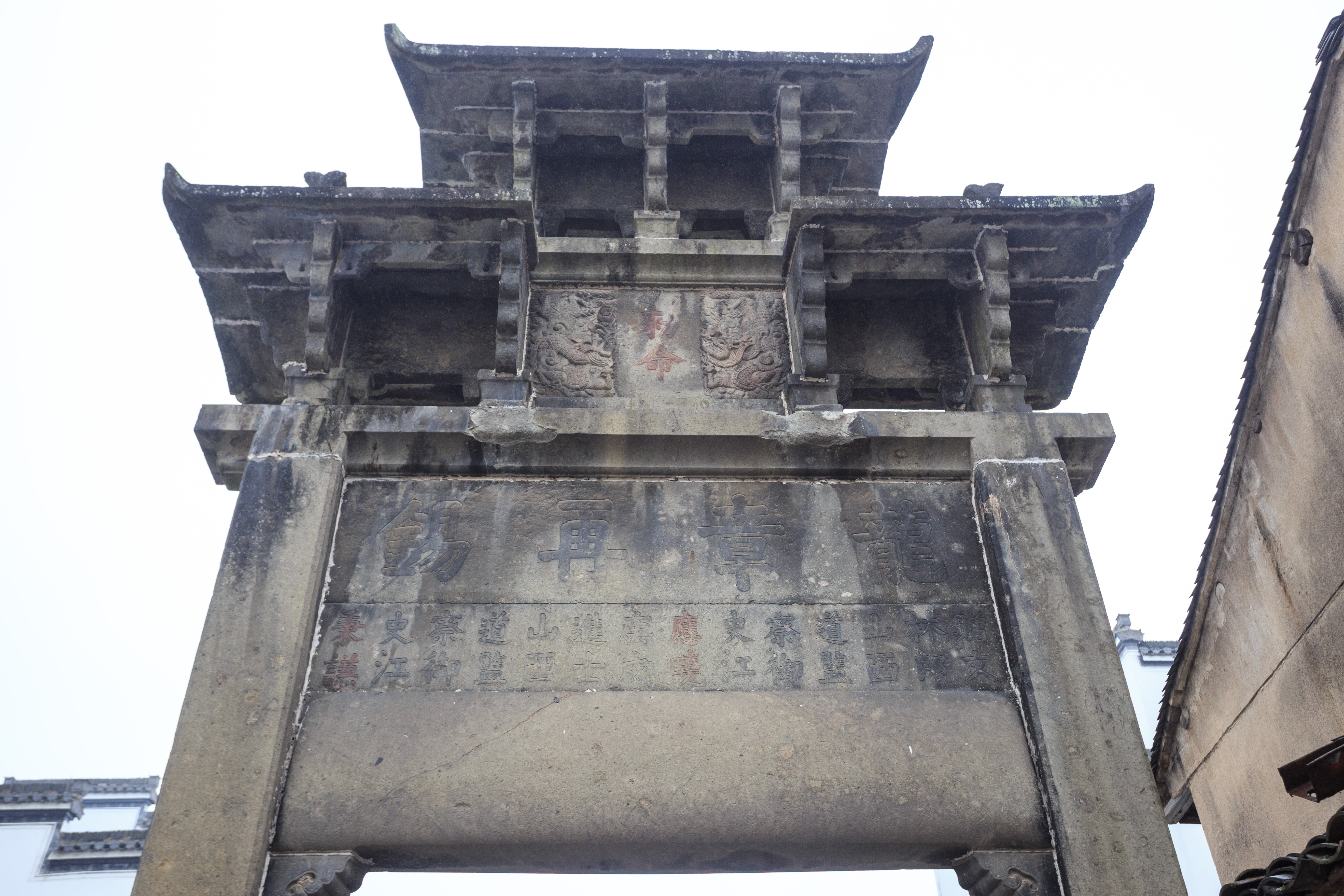
“豸绣重光”坊背面局部
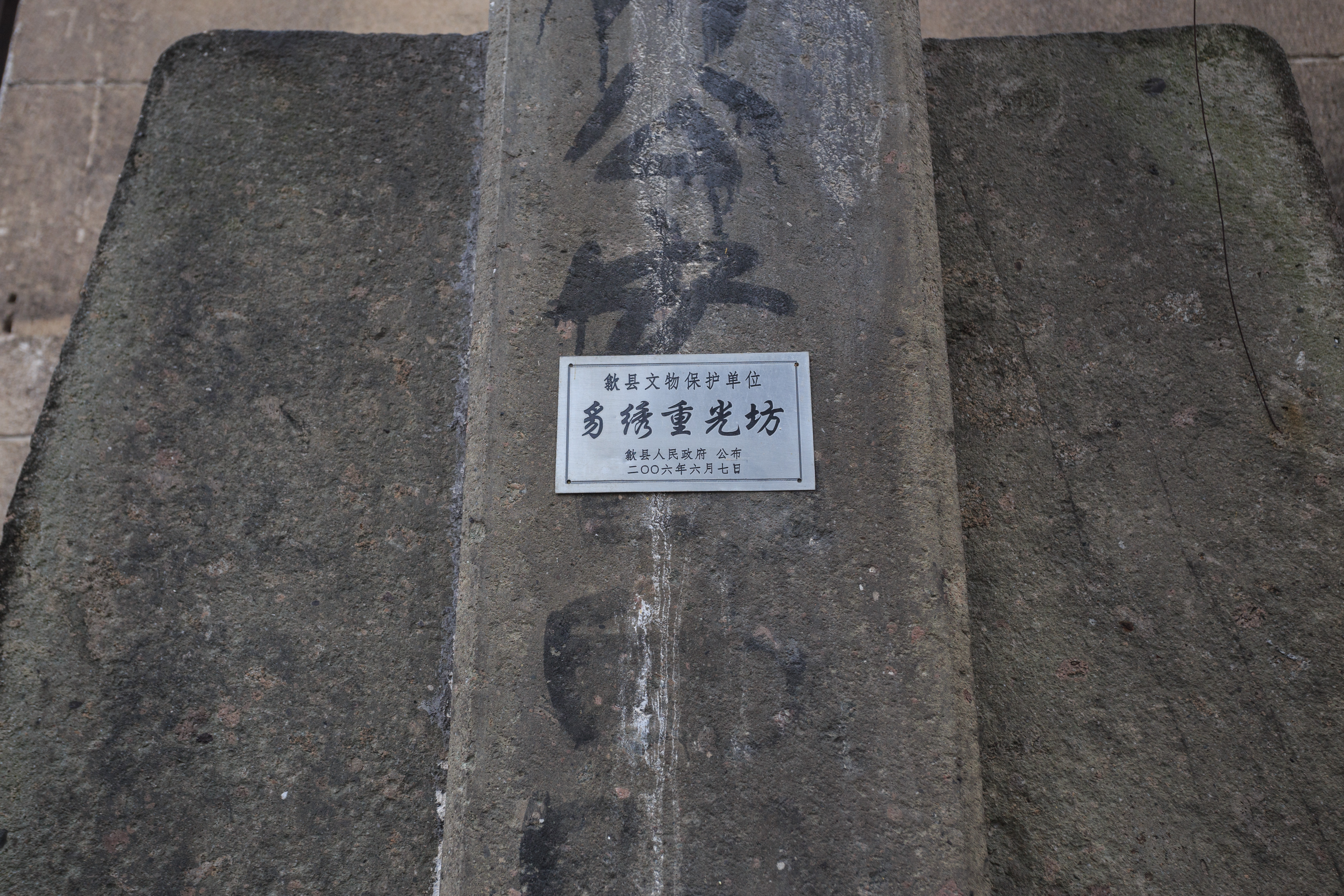
“豸绣重光”坊縣文保標牌